# Carl Olof Arcadius

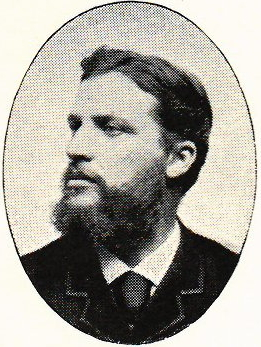

Carl Olof Arcadius, född den 20 december 1849 i Gödelövs socken, Malmöhus län, död den 14 maj 1921 i Växjö, var en svensk skolman. Han var bror till Gustaf Arcadius.

## Biografi
Arcadius blev student vid Lunds universitet 1869, filosofie kandidat där 1875 och filosofie doktor 1884. Han var 1876–1886 föreståndare för Göteborgs och Bohus läns folkhögskola. Arcadius var lektor i historia och modersmålet vid Växjö högre allmänna läroverk 1885-1890 och rektor vid folkskoleseminariet i Växjö 1890–1916. Åren 1893–1904 var Arcadius folkskoleinspektör. Han var även ledamot av en rad kommittéer angående omorganisation av Sveriges folkskoleseminarier och ny normalplan för undervisningen i folk- och småskolor. Arcadius utgav Om Bohusläns införlifvande med Sverige (doktorsavhandling 1883), Anteckningar ur Vexjö allmänna läroverks häfder till år 1724 (1889), Bilder ur svenska folkundervisningens historia (1897–1898), De svenska folkskoleseminariernas uppkomst och utveckling (1911), Historisk hembygdskunskap (1914), Om uppfostrans föremål (3:e upplagan 1915), Handledning i folkskolepedagogik (4:e upplagan 1919), med flera arbeten i historia och pedagogik, samt Skånes kalender (del 1–2 tillsammans med J.P. Velander och N. Larsson 1876–1878). Han blev riddare av Nordstjärneorden 1901.